# Jules Costé
Pour les articles homonymes, voir Coste.
Ne doit pas être confondu avec Jules Coste ou Gaston Sécot.
Edme Jules Costé, né à Colmar le 13 février 1828 et décédé à Paris le 13 novembre 1883, est un avocat et un compositeur français d'opérette et d'opéra-comique.

## Biographie
Fils de François Nicolas Augustin Costé (1790-) et de Françoise Hortense Favyer (1796-1864), Jules Costé suit les traces de son père et est avocat, employé au ministère des finances. Il pratique la musique en amateur. Il écrit d'abord avec un autre amateur, Rainulphe Eustache, comte d'Osmond, un opéra-comique en un acte : Jacqueline (1855), et une opérette en un acte : Une pleine eau (1855). Il fait jouer ensuite, seul les Horreurs de la guerre (1868) ; la Paix armée (1868) ; Au harem, ballet (1873) ; Cent mille francs et ma fille (1874). Enfin, il compose quelques airs pour deux vaudevilles représentés au théâtre des Variétés : Le Dada (1875) et Les Charbonniers (1877), opérette qui rencontre un grand succès dans toute l'Europe, avec les airs de Thérèse. Il était membre du Cercle de l'Union artistique, ou Cercle des Mirlitons, de la place Vendôme, fondé en 1860 par le comte d'Osmond pour promouvoir des exécutions de grande musique dans des lieux autres que les théâtres.

## Œuvres principales
- Jacqueline ou la Fille du soldat, opéra-comique en 1 acte, livret d'Eugène Scribe, Léon Battu et Edouard Fournier, musique avec le comte d'Osmond, représenté au Théâtre-Italien, le 15 mai 1855
- Une pleine eau, opérette bouffe en 1 acte, livret de Ludovic Halévy (sous le pseudonyme de Jules Servières), musique avec le comte d'Osmond (Bouffes-Parisiens, 29 août 1855)
- Les Horreurs de la guerre, opéra bouffe en 2 actes, livret de Philippe Gille (Paris, Cercle de l'Union artistique, 1868, puis Théâtre de l’Athénée, 9 décembre 1868)
- La Paix armée, opérette en 1 acte (Paris, Cercle de l'Union artistique, 16 avril 1868)
- Le Service obligatoire, opérette bouffe en 3 actes, livret d'Albert Marion, Henri Meilhac et Fournier-Sarloveze, musique avec Emmanuel Chabrier et René de Boisdeffre (Paris, Cercle de l'Union artistique, 21 décembre 1872)
- Cent mille francs et ma fille, opérette bouffe en 4 actes, livret de Jaime fils et Philippe Gille (Théâtre des Menus-Plaisirs, 27 avril 1874).
- Le Dada, vaudeville en 3 actes d'Edmond Gondinet (Variétés, 18 février 1876)
- Les Poupées parisiennes, pièce fantastique en 4 actes d'Adolphe-Antoine-Gaston Marot et Henri Buguet, musique avec Léo Delibes, Victorin de Joncières, Gaston Serpette et René de Boisdeffre (Paris, Cercle de l'Union artistique, 6 février 1877)
- Les Charbonniers, opérette en 1 acte, livret de Philippe Gille (Variétés, 4 avril 1877 ; Opéra, 23 décembre 1880)
- L’Arche de Noé, oratorio fantaisiste (1881)
- La Belle Catherine, opérette en 1 acte, livret du marquis de Massa et de Mesgrigny (Paris, Cercle de l'Union artistique, 6 janvier 1883)
- Au harem, ballet en 1 acte (chez le comte d'Osmond, 5 juin 1873)